# Rezervația peisagistică Topolîne
Topolîne (în ucraineană Тополине) este o rezervație peisagistică de importanță locală din raionul Bolgrad, regiunea Odesa (Ucraina), situată lângă satul omonim.
Suprafața ariei protejate este de 68 de hectare. Rezervația este situată pe teritoriul silviculturii Bolgrad a întreprinderii forestiere Ismail. Rezervația a fost creată pentru a proteja zonele de stepă care au supraviețuit într-o stare relativ naturală, fiind populată de specii rare de reptile (șarpele rău, șopârla de iarbă) și plante. Cea mai mare parte a rezervației este ocupată de plantații forestiere.
Rezervația a fost creată în anul 2001 prin decizia consiliului regional din 9 februarie 2001.  